# Instrumentale hiphop
Intstrumentale hiphop is hiphop waarvan alleen de beat is verstrekt. De rap dan wel beatbox is hier niet in opgenomen. Beatbox kan immers ook als instrumentaal worden opgevat, omdat de rap er nog niet overheen is gemixt/gerapt. 
Instrumentale beats worden gemaakt door beatmakers, ook wel producers genoemd. Vaak worden aan de hand van de rappers gekeken wat voor "instrumentale beat" het best bij die rapper past. Instrumentale beats worden ook zonder rappers uitgebracht. Deze zijn dan vaak aan de andere kant van het vinyl te vinden. 
Instrumentale beats worden gevormd door bestaande hats, claps en booms en er wordt vorm aan gegeven door samples.

## Samples
Een sample is de letterlijke vertaling van monster, in de betekenis van specimen ("het nemen van een monster"). Deze kunnen overal vandaan worden gehaald, vooral uit al bestaande 'tracks', maar ook uit films. Bekende samples zijn vooral samples van Pete Rock en DJ Premier, ook bij Mobb Deep komen bekende samples voor die in meerdere tracks te vinden zijn.